# Ferrer (Inquisitor)
Ferrer (französisch Ferrier; * im 12. Jahrhundert bei Perpignan; † im 13. Jahrhundert) war ein Dominikaner und im 13. Jahrhundert einer der ersten Inquisitoren der nach dem Ende des Albigenserkreuzzugs in Südfrankreich (Languedoc) eingerichteten Inquisitionsgerichtsbarkeit.

## Leben
In mehreren Briefen vom April 1233 hatte Papst Gregor IX. die Provinzialprioren der Dominikaner in den Erzbistümern Auch, Bordeaux, Bourges und Narbonne aufgefordert, die Leitung der Inquisition zur Verfolgung und Aburteilung der Anhänger der Häresie, der sogenannten Katharer, zu übernehmen. Die Inquisition war bereits nach Ende des Albigenserkreuzzugs 1229 eingerichtet worden, war zunächst aber in der herkömmlichen bischöflichen Gerichtsbarkeit integriert, die sich bei der Verfolgung der Katharer allerdings als unzureichend erwiesen hatte. In dem Predigerorden der Dominikaner hatte der Papst hingegen die intellektuelle Herausforderung par excellence an die Häresie erkannt, dem nun dauerhaft die Führung des Kampfs gegen sie anvertraut werden sollte. Damit wurde die institutionelle Inquisitionsgerichtsbarkeit im eigentlichen Sinne in Frankreich eingeführt. Noch im selben Jahr hatten die Provinzialprioren des Ordens dem päpstlichen Legaten Jean de Bernin ihre Listen mit den Namen der ersten Ordensbrüder vorgelegt, die mit der Leitung der Untersuchungsverfahren (lateinisch inquisitio) betraut werden sollten. Zusammen mit Pierre d’Alès wurde Ferrer für die Diözese Carcassonne nominiert. Für Toulouse und Cahors waren es Guillaume Arnaud und Pierre Seilan und für Albi waren es Arnaud Cathala und Guillaume Pelhisson. Sie alle wurden zu Jahresbeginn 1234 von dem Legaten bestätigt.
Ferrer war ein gebürtiger Katalane und stammte aus der Gegend von Perpignan. Er gehörte vermutlich der ersten Generation des 1217 kanonisierten Dominikanerordens an, machte an der Universität von Paris seinen Magister in Theologie und wurde anschließend zum Prior des Dominikanerkonvents von Narbonne ernannt. Noch vor seiner offiziellen Ernennung zum Inquisitor hatte er sich als Verfolger der Häresie hervorgetan, als er im Frühjahr 1234 einen Katharer festnehmen und an Erzbischof Pierre Amiel ausliefern ließ. Dies hatte den Ausbruch von Bürgerkriegsähnlichen Unruhen in Narbonne provoziert, die den Erzbischof zur Flucht nach Carcassonne genötigt hatten und die erst 1237 nach Eingreifen der königlichen Autoritäten beruhigt werden konnten.
Als Inquisitor hatte Ferrer am 6. Juni 1242 die Exkommunikation über Graf Raimund VII. von Toulouse ausgesprochen, als dieser sich gegen die französische Krone und die kirchliche Obrigkeit zu einem Aufstand erhoben hatte. Der Bannspruch wurde nur kurz darauf von Erzbischof Pierre Amiel, der erneut nach Carcassonne hatte fliehen müssen, erneuert, wobei dem Grafen nun auch eine Beteiligung an dem Mord an den Inquisitoren von Toulouse, Guillaume Arnaud und Étienne de Saint-Thibéry, vom 28. Mai in Avignonet zur Last gelegt worden war. Ferrer war mit der gerichtlichen Untersuchung des Attentats beauftragt wurden und hatte dafür einstweilen auch den Richterposten in Toulouse in Vertretung für die Mordopfer übernommen. Auf dem Konzil von Béziers im April 1243 war er von Graf Raimund VII. ob seiner vermeintlichen Amtsmissbräuche scharf angegriffen wurden. Auf dem Konzil war wahrscheinlich der Beschluss zum Feldzug gegen den Montségur gefasst wurden, auf dem die Attentäter von Avignonet ihren Unterschlupf hatten. Nach dem Fall des Montségur am 16. März 1244 hatte Ferrer achtzehn der überlebenden Verteidiger, darunter den ehemaligen Burgherren Raymond de Péreille, einem Verhör unterzogen, deren aktenkundig gemachten Aussagen alle erhalten sind und die damit die wichtigste Quelle über die Ereignisse auf dem Montségur vor seinem Ende darstellen.
Ferrer führte danach die Inquisition in Carcassonne, Toulouse und im südlichen Albigeois noch bis 1245 weiter, wo er mindestens ein Dutzend verurteilte Häretiker auf den Scheiterhaufen brachte. Nach den Worten seines Mitbruders Guillaume Pelhisson hatte die Bevölkerung unter seinem Vorgehen schwer zu leiden gehabt und mehrere Jahre später sprach Bernard Gui in einem Wortspiel mit seinem Namen von ihm als ein virga ferrea („eisernes Zepter“). Ferrer hatte eine äußerst beflissentliche Amtsführung gepflegt, seine zahlreich erhaltenen Unterlagen gehören, auch über die Ereignisse vom Montségur hinaus, zu den aufschlussreichsten Quellen über die Tätigkeit der Inquisition in Südfrankreich des 13. Jahrhunderts.